# Parafia św. Marii Magdaleny w Promnej
Parafia pw. Świętej Marii Magdaleny w Promnej – parafia rzymskokatolicka należąca do dekanatu wareckiego, archidiecezji warszawskiej, metropolii warszawskiej Kościoła katolickiego. Siedziba parafii mieści się w Promnej, przy ulicy Wareckiej, pod numerem 7. Obsługiwana przez księży archidiecezjalnych.

## Historia
Parafia została erygowana w XIII wieku. 

### Kościół parafialny
Obecny kościół parafialny z 1866–1870.